# Polyrhachis parabiotica
Polyrhachis parabiotica é uma espécie de formiga do gênero Polyrhachis, pertencente à subfamília Formicinae.